# Vuelo parabólico

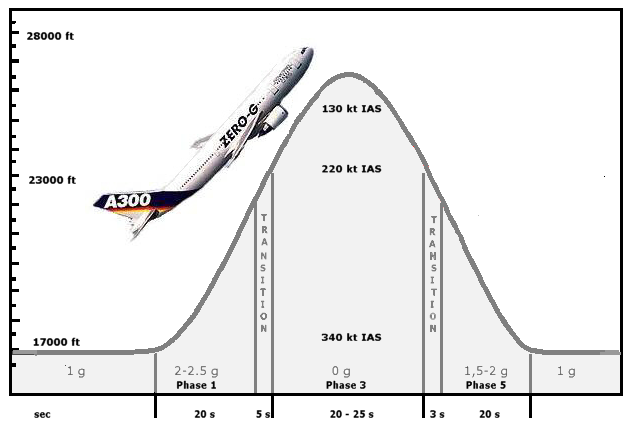
Esquema de un vuelo parabólico. Las medidas están indicadas en pies, la medida internacional en aeronáutica.

Un vuelo parabólico es una técnica de vuelo en la que un avión preparado para ello (la cabina del pasaje se vacía y se acolcha, al menos en parte) desciende de forma controlada para que en su interior se consiga un estado similar al de la caída libre en el vacío. Esta maniobra permite simular un efecto de microgravedad durante periodos cortos de tiempo en el interior del aparato. El vuelo parabólico se utiliza habitualmente para entrenar a los cosmonautas que viajarán más adelante al espacio. 
Al llegar a los 6000 metros de altitud, aproximadamente, el avión sostiene (o la inicia, si es el caso) una ascensión en ángulo de 47°, lo que provoca una sensación de sobregravedad en su interior de entre 1,8 y 2 g. Al alcanzar a unos 8000 m se cambia la trayectoria, empieza un descenso de inclinación progresiva durante el que la potencia de los motores baja hasta un mínimo que se usa para contrarrestar la resistencia del aire. La sensación de gravedad baja a valores próximos a cero. Tras unos segundos de bajada el avión va elevando progresivamente el morro, con lo que la sensación de gravedad aumenta paulatinamente, los motores van incrementando potencia para nivelar el aparato sobre los 6000 m y se vuelve a ascender, volviendo a sufrir un efecto de sobregravedad, y así alternativamente.
La atracción gravitatoria terrestre, en realidad, en ningún momento desaparece, la Tierra continúa ejerciendo su atracción, pero al no oponerse ninguna fuerza a esta atracción mientras se cae (y acelerando a 9,8 m/s²), se deja de sentir. Es como si se cayera en el vacío, haciendo el avión de protección contra la fricción con el aire (que limita la velocidad en un salto de paracaidismo).
Cada parábola descrita dura alrededor de un minuto, durante el que se consiguen, por este orden, unos 10 segundos de sobregravedad y otros 10 s de microgravedad. En un vuelo de este tipo se suelen realizar entre 25 y 40 parábolas antes de volver al vuelo estabilizado.

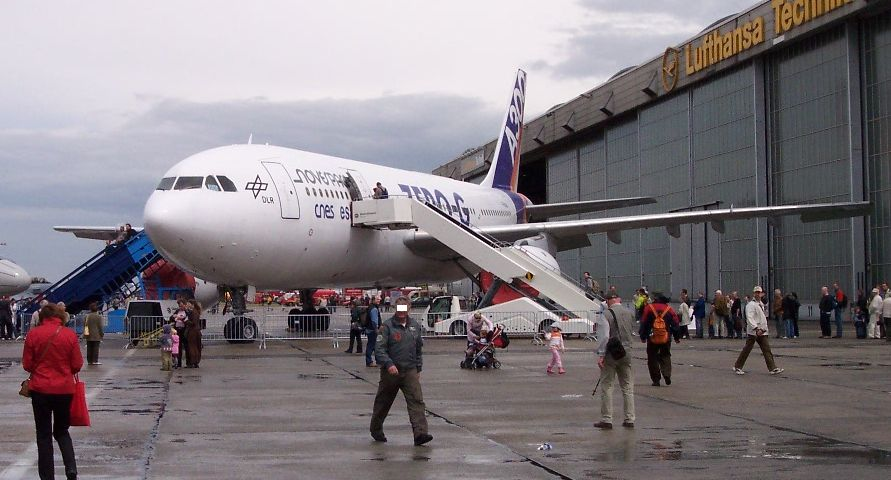
El Airbus A300 Zero-G.

En Europa estos vuelos los realiza la Agencia Espacial Europea en colaboración con Novaspace. Los aviones empleados son el Airbus A300 y el Ilyushin. La NASA utiliza el McDonnell Douglas C9 (que recientemente reemplazó al KC-135) y la Zero-Gravity Corporation (o Zero-G) usa un Boeing 727 modificado.